# Dino Del Bo

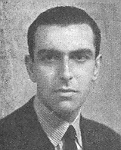
Dino Del Bo

Dino Del Bo, eigentlich Rinaldo del Bo, (* 19. November 1916 in Mailand; † 16. Januar 1991 in Rom) war ein italienischer Politiker der DC und Präsident der Europäischen Gemeinschaft für Kohle und Stahl (EGKS).
Der DC gehörte er seit ihrer Gründung an; er vertrat sie von 1948 bis 1963 in der Camera dei deputati. Von 1963 bis 1967 leitete er die EGKS und trat kurz vor dem Ende seiner Amtszeit zurück.

## Ehrungen
- 1956: Großes Verdienstkreuz mit Stern und Schulterband der Bundesrepublik Deutschland